# Concerto số 2 cho piano (Chopin)
Concerto số 2 cho piano cung Fa thứ , Op. 21 là bản concerto của nhà soạn nhạc người Ba Lan Frédéric Chopin. Ông viết tác phẩm này vào năm 1830. Nó được chính Chopin trình diễn lần đầu tiên cùng năm đó. Tác phẩm này được ông trình diễn tiếp vào tháng 3 năm 1848 tại Rouen, trong hoàn cảnh ông kết thúc quan hệ hơn 10 năm của mình với nữ nhà văn người Pháp George Sand.

## Âm thanh
| Concerto cho piano số 2 của Chopin, chương 1 |  |
|                                              |  |
|                                              |  |